# Tandikudius rugosus
Tandikudius rugosus – gatunek kosarza z podrzędu Laniatores i rodziny Podoctidae. Jedyny znany przedstawiciel monotypowego rodzaju Tandikudius.

## Występowanie
Gatunek endemiczny dla Indii.